# زلزال بني يلمان 2010
زلزال بني يلمان 2010 هو زلزال ضرب منطقة بني يلمان وونوغة في يوم 14 مايو 2010م في ولاية المسيلة.

## وصف الزلزال
لم تمر ساعة واحدة عن الهزة الأرضية التي ضربت منطقة بني يلمان وونوغة يوم الجمعة 14 مايو 2010م بدرجة 5,2 على سلم ريشتر حتى سارعت السلطات المحلية في ولاية المسيلة مع ثلة من الوزراء إلى الالتفاف حول سكان المنطقة للتخفيف من جسامة الأضرار لا سيما في الجانب النفسي والمعنوي.

## الهزات الارتدادية
ضربت هزة ارتدادية منطقة بني يلمان وونوغة في صباح يوم السبت 15 مايو 2010م بلغت شدتها 5,0 على سلم ريشتر، وأدت إلى انشقاق «جبل الخرط» إلى نصفين قرب ونوغة.
ثم ضربت هزة أخرى منطقة بني يلمان وونوغة يوم الاثنين 17 مايو 2010م بلغت شدتها 5,2 على سلم ريشتر.

## الخسائر
بلغت حصيلة الزلزال الذي ضرب منطقة بني يلمان وونوغة عدد ثلاثة قتلى، وثلاثة وأربعين جريحا. وأدى الزلزال إلى إحداث تشققات وانهيارات جزئية على مستوى أربعة مساجد بونوغة. كما أصيب 302 شخصا بصدمات نفسية وعصبية جراء الزلزال.

## التكفل بالأضرار
قامت الدولة الجزائرية بالتكفل بالمواطنين المنكوبين حول منطقة بني يلمان وونوغة، واستطاعت حل معظم المشاكل التي أسفر عنها الزلزال وارتداداته وتمكنت من اجتياز العديد من العراقيل على غرار التمدرس، الصحة وترميم السكنات.